# Jean-Christian Bourcart
Pour les articles homonymes, voir Bourcart.
Jean-Christian Bourcart est un artiste photographe français né à Colmar en 1960, lauréat du Prix Nadar, du Prix Niépce et du Prix du Jeu de Paume.
Pour chaque nouveau sujet qu’il aborde, il développe une écriture qui mêle à des degrés divers enquête, expérience, analyse, description et invention formelle. Par l'utilisation de plusieurs médium (photographie, vidéo, cinéma, écriture), il proposer une vision kaléidoscopique qui évoque, informe et interroge notre expérience humaine.

## Biographie
Jean-Christian Bourcart devient photographe de mariage à la sortie du lycée puis étudie la photographie à l’E.T.P.A. de Toulouse. À partir de 1985, il collabore au journal Liberation et devient membre de l’agence Rapho en 1990. Après sa rencontre avec la photographe Nan Goldin, il se marie  en 1998 avec sa collaboratrice, l'artiste américaine Marina Berio et s'installe à New York où il restera 22 ans 
Portraitiste mais aussi spécialiste des sujets intimistes, il photographie puis filme, de manière clandestine, les bordels de Francfort (Madones Infertiles) et les clubs échangistes de New York (Forbidden City, 1999. En 1993, il coréalise avec Alain Duplantier une fiction tournée pendant la guerre en Bosnie (Elvis). En 2004, sa série « Traffic » montre les New-yorkais coincés dans les embouteillages. Pendant l’été 2005, pour son projet Collateral, il projette des images des victimes irakiennes sur les maisons de Tivoli dans l'état de New York. Pour la série Stardust en 2006, il photographie dans les cinémas l’image floue sur la vitre qui sépare la cabine du projecteur de la salle du public.
Parallèlement à ses travaux photographiques, il réalise des films vidéo et réalise son deuxième long métrage de fiction en avec Elodie Bouchez dans le rôle principal (En souvenir des jours à venir, 2010). En 2008, il publie une autobiographie illustrée avec les éditions du Point du Jour et en 2011 il publie Camden aux Éditions Images en Manœuvres qui remportera le Prix nadar. Il s'agit d'une documentation dans une des villes les plus dangereuses des États-Unis. 
Ses photographies sont présentes dans les collections du MoMA de New York, du Fonds national d'art contemporain, de la MEP et du Mamco de Genève.
Toutes ses archives analogiques sont conservées par le musée Nicéphore-Niépce à Chalon-sur-Saône ou une grande exposition rétrospective lui a été consacré en 2024.

## Expositions personnelles (sélection)
- 2024 La vie est un rêve et les images en sont la preuve, Musée Nicéphore-Niépce Chalon-sur-Saône
- 2024 Carnets new-yorkais, galerie des filles du calvaire, Paris
- 2020  Black Sheet, Manifesto, Toulouse
- 2019  L'oiseau noir perché à droite dans ma tête, Fisheye Galerie, Paris
- 2018  Une excuse pour regarder, Musée Nicéphore-Niépce, Chalon-sur-Saône[3]
- 2017  Humano Todavia, Valenzuela Klenner Gallery, Bogota, Colombie
- 2016  Camden, International Photographic festival , Zhengzhou, Chine
- 2015  All about Love, galerie VU', Paris[4]
- 2014  All about Love, Black Box Gallery, Brooklyn, États-Unis[4]
- 2013  Camden, Invisible Dog Art center, Brooklyn, États-Unis[4]
- 2012  Traffic, Shanghai Gallery of Art, China2009[5]: Camden, NJ’, Rencontres photographiques d'Arles
- 2008  Le Plus Beau Jour de la vie, Rencontres photographiques d'Arles[6],[5]
- 2007  Galerie nationale du Jeu de Paume, Hôtel de Sully, Paris[7],[5].
- Stardust, Chrysler Museum, Norfolk, Virginie, États-Unis.
- 2006 Traffic, Museu da Imagem, Braga, Portugal[4].
- 2004 Traffic, Galerie Léo Scheer, Paris[4].
- 2002  Le Plus Beau Jour de la vie, Kagan Martos Gallery, New York[4]
- 2001  Forbidden city, galerie Catherine Bastide, Bruxelles[4].
- 2000  Galerie du Jour, Paris[4]
- 1999  Galerie Serge Aboukrat, ParisMichel Guerrin, « Six photographes contemporains, entre douleur et extase », Le Monde,‎ 9 mai 1999 (lire en ligne).
- 1993  Les Filles de la gare centrale, Galerie Urbi & Orbi, Paris

## Expositions collectives (sélection)
- 2023 50 ans de Libération,  Archives Nationales, Paris
- 2022  Fragiles, Images Singulières, Sète, France
- 2021 Ahlan Wa Sahlan, Invisible Dog Art Center, Brooklyn, NY
- 2020 Behind desire, Chaussee 36, Berlin
- 2016  L'œil de l'expert,  Musée Nicéphore-Niépce, Chalon-sur-Saône
- 2015   Galerie des filles du Calvaire, Paris
- 2014   Les désastres de la guerre, Musée du Louvre-Lens
- 2012   Maxima, Shanghai gallery of Art, Shanghaï, China
- 2011   Portraits, Centre National des Arts Plastiques, Paris, France
- 2010  Now We Are Six, Andrea Meislin gallery, New York, États-Unis
- 2009  Galerie expérimentale, Centre de Création Contemporaine de Tours[4]
- 2008  Love, love, love, Martos Gallery, New York[4]
- octobre - décembre 2003 : Travelling, Centre photographique d'Île-de-France, Pontault-Combault[8].

## Filmographie
- 2022 La valse des camionneurs, HDV, 9min
- 2017 KLCK 28, DV, 4 min 28
- 2013  Fortune Tellers, DV, 9min
- 2011 Tahir Square, multiscreen, 8 min 34
- 2010 En mémoire des jours à venir, 35mm, 80 min
- 2008  Encore une fois[4], DV, 4 min 30 s
- 2007  Stardust, the film[4], DV, 1 min 30 s
- 2006  Me, my cell and I’[4], DV, 9 min
- 2005  It’s today[4], DV, 7 min ; The Decisive Act, DV, 8 min 30 s ; Stories of hell, DV, 6 min 15 s
- 2004  Rapture[4], DV, 10 min 30 s ; Bardo/Autoportrait, DV, 5 min 15 s
- 2003  Videhole[4], DV, 2 min 30 s
- 1999  (de) la fenêtre[4], vidéo, 26 min D.A.P, Ministère de la Culture et de la Communication
- 1997  Elvis, fiction movie, 35 mm, 65 min, Lazennec Production
- 1996  Céline en galère, vidéo, 46 min, Io Production
- 1993  Casablanca, video with Robert Frank, 8 min
- 1992  Les Filles de la gare centrale, vidéo, 12 min

## Monographies
- 2025 Une époque fantastique, éditions de juillet
- 2024 Carnets newyorkais, éditions atelier EXB
- 2024 Naitre sans cesse, éditions l'écallier du sud
- 2022 Le plus beau jour de la vie, éditions Fisheye
- 2020 Au bord du réel, éditions Hasy,
- 2019  L'oiseau noir perché à droite dans ma tête,  éditions Le Bec en l'air
- 2014  All About Love, Loco éditions, Paris, Bizarre éditions New York[4]
- 2011  Camden, Marseille, Images En Manœuvres, 2011, 144 p.  (ISBN 978-2-84995-203-0) (Prix Nadar)[9].
- 2008  Sinon la mort te gagnait, Point du jour éditions[5].
- 2004  Traffic, Leo Scheer editions[5], interview de Brigitte Ollier
- 2002  Madones Infertiles, texte de Nan Goldin, TDM édition[5]
- 1999  Forbidden City, texte de Régis Jauffret, interview de Brigitte Ollier, Le Point du jour éditeur[5]
- 1998  C’était cinq heures du soir, texte de Jean Rolin, Le Point du jour éditeur[4]

## Collections (sélection)
- Musée d'Art moderne et contemporain, Genève
- Chrysler Museum of Art, Norfolk, Virginie
- Fonds national d'art contemporain, Paris
- Maison européenne de la photographie, Paris
- Bibliothèque nationale de France, Paris
- Banque Neuflize Schlumberger Mallet, Paris
- Soros Foundation, Obala Center, Sarajevo
- New York Historical Society

## Prix
- 2011 : Prix Nadar pour son ouvrage Camden[9],[5]
- 2010 : Prix Niépce[5]
- 2006 : Prix du Jeu de Paume, Paris[10].
- 2001 : Villa Medicis (hors les murs), Ministère des Affaires Étrangères.
- 1999 : Prix Gilles Dusein, Paris, 1999[11],[12].
- 1998 : New York State Council on the Arts, 1998.
- 1991 : World Press Photo, catégorie Art, Amsterdam[4]